# ESWC
ESWC（eSports World Convention）は2003年から開催されているeスポーツの大会。大会の運営はフランスの企業ゲームズ・ソリューションが担当している。

## 概要
ESWCは各国予選を勝ち上がったものがグランドファイナルに出場、各ゲームの上位入賞者に賞金が与えられ、これまでに総賞金総額は1,721,000ユーロ（2010年時点）持っていた。